# Bobry (gmina Prostki)
Bobry (dawn. Bobry-Majątek, Bobry-PGR) – osada w Polsce, położona w województwie warmińsko-mazurskim, w powiecie ełckim, w gminie Prostki. Były PGR. W miejscowości znajduje się szkoła podstawowa, kościół i dwa sklepy spożywczo-przemysłowe. W latach 1975–1998 miejscowość należała administracyjnie do województwa suwalskiego.
W 1954 odłączone od wsi Bobry w powieci ełckim i włączone do gromady Sokółki w powiecie grajewskim. Od 1999 znów w powiecie ełckim, lecz granica gminna pomiędzy odbydwoma Bobrami pozostała nadal mimo bezpośredniej bliskości.

## Sąsiednie wsie
Miechowo, Miłusze, Zdunki, Niedźwiedzkie